# Pjoza
Pjoza (rus. Пёза) je rijeka u Mezenskom rajonu Arhangelske oblasti u Rusiji, desni pritok Mezena. Duga je 363 km, s površinom porječja od 15100 km2.

## Porječje i tok rijeke
Porječje rijeke Pjoze obuhvaća istočni dio Mezenskog rajona, kao i neka područja u Lešukonskom rajonu, Nenetskom autonomnom okrugu i Ust-Cilemskom rajonu Republike Komi. Rijetko je naseljeno i uključuje veliki broj jezera, od kojih su najveća Varš, Poča i Vižletskoje.
Izvor Pjoze nalazi se na istoku Mezenskog rajona. Pjoza nastaje sutokom Ročuge i Bludnaje i teče prema zapadu. Ušće Pjoze nalazi se gotovo nasuprot ušću Kimže, lijevog pritoka Mezena.
Glavni pritoci Pjoze su Cema (lijevi), Varčuška (desni), Čeca (lijevi) i Loftura (desni).

## Stanovništvo
Dolina Pjoze je naseljena, a najveća naselja su sela Safonovo, Mosejevo i Biče. Biče se nalazi uz cestu sa selom Dorogorskoje, a dalje s Mezenom, Lešukonskojeom i Arhangelskom. U Mosejevu i Safonovu zračne veze su jedino prijevozno sredstvo.

## Promet
Gotovo cijeli tok Pjoze, 301 km nizvodno od sela Safonovo, je plovan, međutim nema putničke plovidbe.